# Vînohradne, Berezivka
Vînohradne (în ucraineană Виноградне, în germană Worms) este un sat în comunei Novokalceve din raionul Berezivka, regiunea Odesa, Ucraina. Satul a fost locuit de germanii pontici. 

## Demografie
Componența lingvistică a localității Vînohradne
     Ucraineană (92%)
     Rusă (7,08%)
     Alte limbi (0,92%)
Conform recensământului din 2001, majoritatea populației localității Vînohradne era vorbitoare de ucraineană (92%), existând în minoritate și vorbitori de rusă (7,08%).